# Fearless (remorqueur)
Pour les articles homonymes, voir Fearless.
Le Fearless est un remorqueur de sauvetage en mer qui se trouve à Birkenhead, dans la banlieue d' Adélaïde   en Australie-Méridionale, en tant que navire musée.

## Historique
Il a été construit à Midland au Canada, au chantier naval Midlands Shipbuilding Co, Ltd en 1945 sous le nom de Rockwing pour la Royal Canadian Navy , puis rebaptisé Tapline 2 (1948–49).
Il a été vendu en 1949 à l'Arabian-American Oil Co., Ltd. (maintenant Saudi Aramco) en Arabie saoudite où il a pris le nom de Abqaiq 3.
En 1954 il est arrivé en Australie pour la Queensland Tug Co. Pty., Ltd. à Brisbane en prenant le nom de Fearless.  Celui-ci a été mis en vente en 1972 et acheté par Keith LeLeu pour 1 $. Il l'a emmené à Port Adelaide avec un équipage de bénévoles, ce qui a pris neuf jours. Quatre mois plus tard, son propriétaire a revendu le navire, avec d'autres artéfacts, au National Trust d'Australie-Méridionale, à nouveau pour 1 $.
La collection a ensuite été transférée au History Trust of South Australia (en). Le Fearless est préservé par la Port Adelaide Historical Society. Il se trouve désormais dans le port intérieur de Port Adélaïde  comme élément du Musée maritime d'Australie du Sud.